# Osul trapez

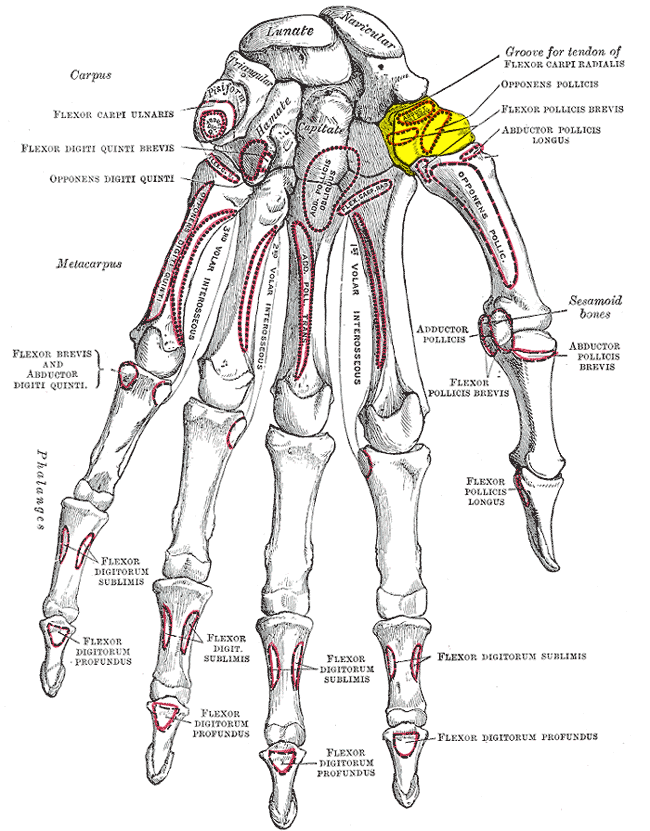
Trapezul (în galben) văzut pe fața palmară (anterioară) a mâinii stângi

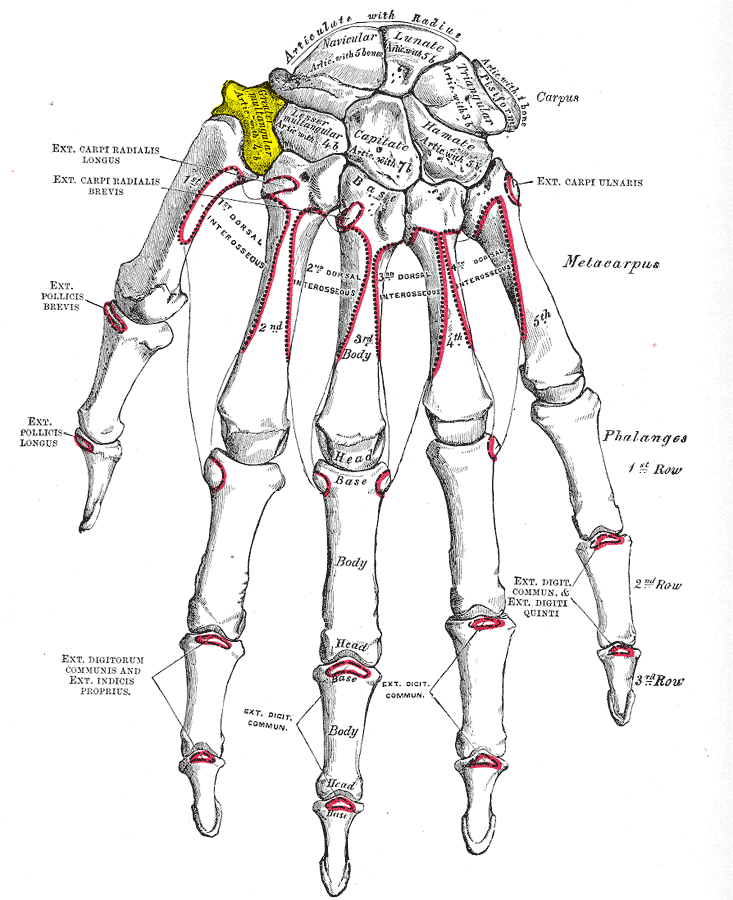
Trapezul (în galben) văzut pe fața dorsală (posterioară) a mâinii stângi

Trapezul (în roșu) mâinii stângi

Trapezul sau osul trapez (Os trapezium) este primul și cel mai lateral os al rândului distal (al doilea) al oaselor carpului și se află distal de scafoid. Se articulează cu scafoidul, trapezoidul, metacarpienele I, II.
Prezintă trei fețe articulare (superioară, inferioară, medială)  și trei nearticulare (laterală, palmară, dorsală) caracteristică a oaselor cap de rând. 
- Fața superioară (proximală) articulară este ușor concavă și triunghiulară și se articulează cu scafoidul (Os scaphoideum).
- Fața inferioară (distală) articulară este cea mai caracteristică, are formă de șa și se articulează cu fața corespunzătoare a bazei primului metacarpian; forma de șa imprimă anumite caracteristici mișcărilor metacarpianului I și policelui.
- Fața laterală (radială) este nearticulară.
- Fața medială (ulnară) articulară are două fațete concave despărțite printr-o creastă: fațeta superioară, mai mare, se articulează medial și superior cu trapezoidul (Os trapezoideum), iar fațeta inferioară, mai mică, se articulează medial și inferior cu baza metacarpianului II.
- Fața palmară (anterioară) nearticulară prezintă un șanț vertical prin care trece tendonul mușchiului flexor radial al carpului (Musculus flexor carpi radialis). Lateral de  acest șanț se află o proeminență osoasă mică, tuberculul trapezului sau tuberculul osului trapez (Tuberculum ossis trapezii). Pe acest tubercul se inseră lateral retinaculul flexorilor (Retinaculum flexorum) și își are originea mușchiul opozant al policelui (Musculus opponens pollicis), capul superficial al mușchiului flexor scurt al policelui (Caput superficiale musculi flexoris pollicis brevis) și primul mușchi interosos palmar (Musculus interosseus palmaris).
- Fața dorsală (posterioară) este nearticulară.

Trapezul se palpează în fundul tabacherei anatomice (Fovea radialis).